# Oudgriekse accentuatie
Het Oudgriekse accent zou een van toon zijn geweest, in tegenstelling tot het Nieuwgrieks, waarin de klemtoon wordt vastgelegd.

## Geschiedenis
In de Klassieke periode werd het accent niet schriftelijk weergegeven, dit gebeurde pas later in de 2de eeuw voor Christus toen de accenttekens werden bedacht, traditioneel toegeschreven aan Aristophanes van Byzantium. Deze werden echter pas regelmatig gebruikt vanaf de 6de eeuw na Christus.
Tussen de 2de en 4de eeuw na Christus verdween het verschil tussen de drie accenten toen het Grieks van toon naar klemtoon overging, het accent veranderde meestal niet van lettergreep.

## Accenttekens
Het Oudgrieks kende drie accenttekens: de acutus (ά), de circumflexus (ᾶ) en de gravis (ὰ).
- De acutus is de meestvoorkomende en stond voor een hogere toon ten opzichte van de rest van het colon.
- De circumflexus stond voor een hogere toon die in de lettergreep daalde.
- De gravis komt enkel voor als vervanging voor de acutus op de laatste lettergreep van een woord als deze gevolgd wordt door een woord, dat niet enclitisch is, in dezelfde zin. Het is onbekend voor welke toon dit accentteken stond.

## Begrippen
De laatste drie lettergrepen van een woord hebben een eigen naam:
- Ultima: de laatste lettergreep
- Penultima: de voorlaatste lettergreep
- Antepenultima: de voorvoorlaatste lettergreep

Afhankelijk van de plaatsing van het accentteken op een bepaalde lettergreep krijgt het woord ook een eigen naam:
- Oxytoon: een acutus op de ultima
- Paroxytoon: een acutus op de penultima
- Proparoxytoon: een acutus op de antepenultima
- Perispomenon: een circumflexus op de ultima
- Properispomenon: een circumflexus op de penultima
- Barytoon: geen accentteken op de ultima (dus paroxytone en proparoxytone woorden en perispomena) of soms een gravis (op de ultima)

Er zijn ook woorden die zelf geen accent hebben, maar wel invloed hebben op de plaatsing van het accent op aanliggende woorden. Deze woorden zijn enclitische woorden of enclitica en hebben aparte accentuatieregels.
Een mora is de standaardlengte van een korte klinker en wordt vaak voorgesteld met het symbool µ. Lange klinkers en tweeklanken hebben twee morae.
- 1 mora: ᾰ, ε, ῐ, ο, ῠ
- 2 morae: ᾱ, η, ῑ, ῡ, ω, αυ, ευ, ηυ, ου, αι, ει, υι, οι, ᾳ, ῃ, ῳ
- αι en οι tellen in sommige gevallen als 1 mora als ze in de ultima staan en de ultima een open lettergreep is

## Plaatsing van het accent
Er zijn drie basiswetten waaraan men zich moet houden bij het plaatsen van het accent. Houd er wel rekening mee dat hier enkele uitzondering zijn, maar deze zullen vermeld worden.

### Limitatiewet
Het accent kan enkel op een van de drie laatste lettergrepen van een woord vallen. Als het accent op de antepenultima valt, zal dat een acutus zijn. De uitzondering op dit deel van de wet is ὧντινων (een circumflexus op de antepenultima), maar dit is het geval omdat het tweede deel van deze samenstelling een encliticum is.
Een woord kan enkel proparoxytoon zijn als de ultima één mora bevat en niet gesloten wordt door twee medeklinkers.

### Wet van de geaccentueerde voorlaatste/σωτῆρα-regel
Als het accent op de penultima valt, moet deze een circumflexus zijn als de penultima lang is en de ultima kort. Deze regel is ook van toepassing als de ultima gesloten wordt door twee medeklinkers.
- σωτήρ wordt σωτῆρα
- σῶμα
- κῆρυξ
- λαῖλαψ

De uitzondering op deze wet is wanneer het woord een samenstelling is waarvan het tweede deel een enclitisch suffix is.
- οἵδε
- εἴθε
- οὔτις

### Persistentiewet
Wanneer vanaf het begin van het woord geteld, zal het accent van naamwoorden zo dicht mogelijk op dezelfde lettergreep vallen; het accent van naamwoorden wordt bijgevolg columnaal genoemd. Houd altijd rekening met de andere twee wetten.
- ἄνθρωπος: accent op de eerste lettergreep; ἀνθρώπου: accent op de eerste mogelijke lettergreep (limitatiewet).

### Wet van Vendryes
Rond 400 v.Chr. deed zich de accentverschuiving voor in het Attisch dat woorden eindigend op een amphibrachys proparoxytoon geaccentueerd werden.
- ὁμοῖος werd ὅμοιος
- ἐγώ γε werd ἔγωγε

Werkwoorden bleven onveranderd van deze wet.

### Clitica
Een woord zonder accent dat voor andere woorden staat, is een procliticum. Deze worden enkel geaccentueerd als ze niet monosyllabisch, dat wil dus zeggen disyllabisch, zijn en dan worden ze enkel op de ultima  geaccentueerd. Als het procliticum in bijvoorbeeld poëzie na zijn bijstaande woord komt, zal het accent verschuiven naar de eerste lettergreep.
- ἐπὶ τράπεζα, maar τράπεζα ἔπι

Een woord wiens accent afhankelijk is van een voorgaand woord is een encliticum. Het accent op het voorgaande woord blijft onaangepast, behalve als er een gravis op de ultima staat, dan wordt de gravis een acutus. 
Enclitica zijn monosyllabisch of disyllabisch, omwille van de contonatie zal de accentuatie anders lijken te zijn:
- Monosyllabisch:
  - De oblieke vormen van de persoonlijke voornaamwoorden in het enkelvoud;
  - De nominatieven van het onbepaalde voornaamwoord in het enkelvoud;
  - Sommige onbepaalde bijwoorden;
  - Enkele partikels: τε, γε, περ, -δε;
- Disyllabisch:
  - De indicatief praesens van εἶναι (zijn) en φάναι (zeggen, beweren);
  - De oblieke vormen van het onbepaalde voornaamwoord;
  - De overige onbepaalde bijwoorden.

Monosyllabische enclitica worden altijd als kort gerekend, ook al is er een tweeklank of lange klinker te vinden.
Disyllabische enclitica krijgen, als ze zelf het accent moeten dragen, een acutus op de ultima (zie boven voor uitzondering).

#### Pro- en par-regels
Woorden die proparoxytoon of properispomenisch zijn, krijgen na een encliticum een tweede accent, een acutus, op de ultima. Woorden die paroxytoon zijn, krijgen geen accent; enkel als bovendien het encliticum disyllabisch is, zal het encliticum zelf een acutus op de ultima krijgen. Woorden die oxytoon of perispomenisch zijn, blijven zoals hun encliticum onveranderd.

#### Opeenvolgende clitica
Het kan zijn dat een encliticum volgt op een ander cliticum. Wanneer dit gebeurt geldt de algemene regel dat het voorgaande woord geaccentueerd wordt; de uitzondering hierop is οὐκ, het encliticum krijgt het accent, en het onbepaalde voornaamwoord, dat zelf geaccentueerd wordt. De uitzondering met de proclitica kent zelf ook een uitzondering: ἐστί(ν) na een procliticum wordt ἔστι(ν), deze vorm wordt ook gebruikt wanneer het het eerste woord in een zin is.

#### Andere gevallen van enclitica
Enclitica krijgen ook zelf een accent in de volgende gevallen:
- Wanneer het encliticum het eerste woord van de zin is;
- Wanneer er extra nadruk op ligt;
- Wanneer het voorgaande woord, dat oxytoon was of perispomenisch, elisie ondergaat en het accent op de ultima verliest.

## Accentuatie van werkwoorden
Werkwoorden worden meestal recessief geaccentueerd, wat wil zeggen dat het accent zo ver mogelijk van de ultima wil staan; dit is voornamelijk het geval bij de persoonlijke (of finiete) wijzen: de indicatief, conjunctief, optatief en imperatief. Meestal zal het accent een acutus zijn en zorgen losstaande factoren voor het voorkomen van een ander accent.
- παιδεύομαι: -αι aan het einde van een woord wordt betreffende de accentuatie kort gerekend, dus dit woord is proparoxtoon
- παιδεύω: de laatste lettergreep is lang, dus dit woord is paroxytoon
- παιδεύοι: -οι en -αι worden toch als lang gerekend wanneer het woord een optatief is, dus dit woord is paroxytoon (en ook niet properispomenisch)
- ἄγε

De infiniete wijzen (de infinitief en het participium) vullen een nominale functie van het werkwoord en gedragen zich bijgevolg als naamwoorden betreffende het accent (columnaal accent). Wanneer de infinitief op -σθαι eindigt, zal de infinitief recessief geaccentueerd worden, met als uitzondering de infinitief perfectum mediopassief en de thematische infinitief aorist actief en mediaal. Wanneer de infinitief niet op -σθαι eindigt, zal de infinitief geaccentueerd worden op de voorlaatste lettergreep.
- παιδεύσασθαι, maar πεπαιδεῦσθαι
- παιδεύειν, παιδευθῆναι

De thematische infinitief aorist actief en mediaal worden op het themavocaal geaccentueerd:
- λιπεῖν < λιπ-έ-(σ)εν
- λιπέσθαι

Het accent van het participium kan afgeleid worden van de infinitief die correspondeert met het participium in tijd en vorm, met als enige uitzondering het participium perfectum mediaal:
- παιδεύων, παιδεύουσα, παιδεῦον, want παιδεύειν: beiden op de -δευ- geaccentueerd
- παιδευθείς, παιδευθεῖσα, παιδευθέν, want παιδευθῆναι: beiden op de lettergreep beginnend met θ-
- δεικνύς, δεικνῦσα, δεικνύν, want δεικνύναι: beiden op de -νυ- geaccentueerd
- λείπων, λείπουσα, λεῖπον, want λείπειν: beiden op de λει- geaccentueerd
  - Maar πεπαιδευμένος, πεπαιδευμένη, πεπαιδευμένον, ondanks de infinitief πεπαιδεῦσθαι omwille van de wet van Wheeler, die woorden die eindigen op een dactyl paroxytoon maakt.